# Leptailurus serval hindei
Leptailurus serval hindei es una subespecie de  mamíferos carnívoros  de la familia Felidae.

## Distribución geográfica
Se encuentra en Tanzania.